# Forest Products Laboratory
Le Laboratoire des produits forestiers, en anglais Forest Products Laboratory, est le laboratoire national de recherche du service des forêts du département de l'Agriculture des États-Unis, basé à Madison, dans le Wisconsin.
Depuis sa création en 1910, il assure la recherche scientifique sur les produits du bois et leurs usages commerciaux en partenariat avec les universités, l'industrie, et d'autres institutions ou collectivités fédérales ou locales. Son objectif est de promouvoir la santé des forêts et l'économie forestière par l'utilisation efficace et durable des ressources en bois de la nation américaine.